# Prochorovskij rajon
Il Prochorovskij rajon (in russo Прохоровский район?) è un rajon dell'Oblast' di Belgorod, nella Russia europea. Istituito nel 1928, ha come capoluogo Prochorovka, ricopre una superficie di 1.378,7 km2 ed ospitava nel 2010 una popolazione di circa 28.000 abitanti.